# Königreich Barotse

Flagge des Königreichs Barotse

Das Königreich der Barotse lag im Gebiet um Mongu in der Westprovinz von Sambia.
Das Königreich war das der Lozi, auch Lotse oder Rotse ausgesprochen, einer Bantuethnie. Die Vorsilben Mu- und Ba- (Ma-) bedeuten in Bantusprachen Singular und Plural. Das Wort Lozi bedeutet Ebene, Barotse also Leute der Ebene und bezieht sich auf die Auen des Sambesi, in denen die Lozi leben. Die Sprache Lozi wird von den Shona in Simbabwe verstanden.

## Geschichte
Obwohl die Überlieferungen der Lozi behaupten, sie hätten schon immer in Barotseland gelebt, wird angenommen, dass sie seit dem 17. Jahrhundert als Stamm Aalui aus dem Gebiet der heutigen Demokratischen Republik Kongo zugewandert sind und zunächst am Fluss Kabompo lebten, 300 Kilometer nordöstlich ihres heutigen Siedlungsgebietes. In dem lebten die Makololo, eine Bantuethnie der Sotho, die um 1835 aus dem Gebiet der zu dieser Zeit entstandenen Südafrikanischen Republik vor der Expansion der Zulu unter ihrem König Shaka in den Westen Sambias gewandert sind und das Gebiet um Mongu unterworfen haben. Sie hielten es bis 1864, als eine Revolution der Lozi sie entmachtete, denn ab 1864 dezimierte sie eine Malariaepidemie. Zudem bestieg ein schwacher und kränklicher König den Thron, was die Lozi begünstigte und der Hegemonie der Makololo ein Ende setzte. Die Makololo gingen anschließend im Stamm der Lozi auf.

## Staatsform
Die Lozi lebten in einer Monarchie, die von einem König, der den Titel Litunga (vollständig: Mbumu wa Litunga) trägt, regiert wurde. Im 19. Jahrhundert wurden die Lozi von Lewanika I. regiert, der 38 Jahre lang im Amt war und Barotseland 1890 unter britische Kontrolle brachte, als er die Bedingungen des Cecil Rhodes akzeptierte, die das Gebiet zum Protektorat machten. 
Obwohl Barotseland in Nordrhodesien aufging, behielt es doch einen hohen Grad von Autonomie, den es sogar beibehalten konnte, als Sambia 1964 unabhängig wurde. Obwohl diese Region zu Kolonialzeiten sich selbst ernähren und in benachbarte Gebiete sogar Getreide exportieren konnte, zählt sie heute zu den am wenigsten entwickelten Sambias. Es gibt nur die Straße von Mongu nach Lusaka und die von Sesheke nach Livingstone. Es gibt jedoch heutzutage Strom und Internet in den meisten größten Städten der Provinz.
Die Autonomiebestrebungen sind nach wie vor akut. Es gibt eine Barotse Patriotic Front, die gelegentlich auf sich aufmerksam macht und mit der Caprivi Liberation Army zusammenarbeitet, die von in der namibischen Region Sambesi lebenden Lozi organisiert wird. Die Ursache liegt vor allem darin, dass durch den langjährigen sambischen Präsident Kenneth Kaunda der grundlegende Vertrag von 1964 nicht eingehalten wurde, der nicht nur die Unabhängigkeit Sambias mit Barotseland als integralem Bestandteil seines Territoriums festschreibt, sondern auch entsprechende Gegenleistungen vorsieht.

## Kultur

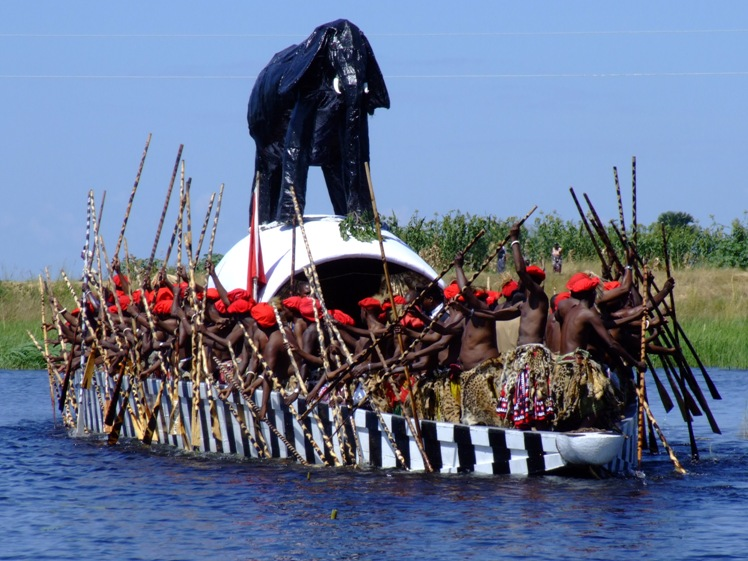
Das königliche Schiff während der Kuomboka

Die Ethnie der Lozi ist stark hierarchisiert mit dem König, dem Mbumu wa Litunga an der Spitze und den Leuten mit königlicher Abstammung in den höchsten Ämtern. Die traditionellen Spuren einer mann-weiblichen Doppelherrschaft sind im Untergang. Kritik am Litunga wird in der Öffentlichkeit missbilligt, auch wenn er höchst unbeliebt sein sollte. Solche Kritik wird als eine an allen Lozis verstanden.
Die Lozikultur ist bestimmt von den Flutzyklen des Sambesi. So zieht der König am Beginn der Regenzeit von seinem Sitz in Lealui zu dem im höher gelegenen Limulunga, was bis heute in der Kuomboka vollzogen wird.
Der erste König, der in Lealui residierte, war Sipopa 1864. Der Ort wurde 1978 von König Lubosi Lewanika als kulturelle, traditionelle und administrative Hauptstadt neu angelegt. Das Zentrum der königlichen Anlage ist der Kamona aus dem Jahr 1880. Er spielt noch heute bei der Krönung eine wichtige Rolle, wenn der neue Litunga eine bestimmte Zeit dort leben muss. Der Kamona gilt als wichtiges historisches Zeugnis in Sambia. Daneben gibt es die Residenz des Litunga, die zwischen 1896 und 1902 aus Materialien aus ganz Barotseland erbaut wurde und ein ganz eigenes Stück Lozi-Architektur ist. 
Ihre Sprache ist Lozi.

## Offizielle Liste der Könige
| Aluyana Dynastie                  |                   |                   |
| Mbumu wa Litunga                  | von               | bis               |
| Mboo Mwanasilandu                 | unbekannt         | unbekannt         |
| Inyambo                           | unbekannt         | unbekannt         |
| Yeta I.                           | unbekannt         | unbekannt         |
| Numwa                             | unbekannt         | unbekannt         |
| Ngalama                           | unbekannt         | unbekannt         |
| Yeta II. Malute                   | unbekannt         | unbekannt         |
| Ngombala                          | unbekannt         | unbekannt         |
| Yubya Lukama (Regent)             | unbekannt         | unbekannt         |
| Mwanawina I.                      | unbekannt         | unbekannt         |
| Mwananyanda Liwale                | unbekannt         | 1812              |
| Mulambwa Santulu                  | 1812              | 1830              |
| Silumelume                        | 1830              | unbekannt         |
| Mubukwanu                         | 1830              | 1838              |
| Imasiku                           | 1838              | unbekannt         |
| Makololo-Herrschaft               |                   |                   |
| Morêna                            | von               | bis               |
| Sebetwane                         | 1838              | 7. Juli 1851      |
| Mma Motshisane                    | 1851              | 1851              |
| Sekeletu                          | 1851              | Juni 1863         |
| Mambili                           | Juni 1863         | 1863              |
| Liswaniso (Rebellion)             | 1863              | 1863              |
| Mbololo                           | 1863              | 1864              |
| Aluyana Dynastie                  |                   |                   |
| Mbumu wa Litunga                  | von               | bis               |
| Sipopa                            | Juni 1864         | August 1876       |
| Mowa Mamili (Regent)              | August 1876       | Oktober 1876      |
| Mwanawina II.                     | Oktober 1876      | Mai 1878          |
| Lubosi = Lewanika I. (1. Phase)   | August 1878       | August 1884       |
| Akufuna                           | September 1884    | Juli 1885         |
| Sikufele (Rebellion)              | 1885              | 1885              |
| Lubosi = Lewanika I. (2. Phase)   | 4. November 1885  | 4. Februar 1916   |
| Mokamba (Regent)                  | 4. Februar 1916   | 13. März 1916     |
| Yeta III.                         | 13. März 1916     | Juni 1945         |
| Shemakone Kalonga Wina (1. Phase) | Juni 1945         | Juni 1946         |
| Imwiko (* 1885; † 1948)           | Juni 1946         | Juni 1948         |
| Shemakone Kalonga Wina (2. Phase) | Juni 1948         | August 1948       |
| Mwanawina III. (* 1888, † 1968)   | August 1948       | 13. November 1968 |
| Hastings Ndangwa Noyoo (Regent)   | 13. November 1968 | 15. Dezember 1968 |
| Lewanika II. (* 1888, † 1977)     | 15. Dezember 1968 | 1977              |
| Ilute (* 1907, † 2000)            | 1977              | 2. Juli 2000      |
| Lubosi Imwiko                     | Oktober 2000      |                   |